# Wanda Burzyńska-Pazdowa
Wanda Burzyńska-Pazdowa (ur. 21 czerwca 1914 w Warszawie, zm. 6 maja 2002 w Poznaniu) – polska malarka, ilustratorka i graficzka, nauczycielka malarstwa.

## Życiorys
Była córką Władysława Burzyńskiego i Józefy (bądź Józefiny) de domo Magiera. W 1933 ukończyła Państwowe Gimnazjum im. K. Hoffmanowej w Warszawie. Od 1931 do 1935 uczyła się też w Prywatnej Szkole Sztuk Pięknych Blanki Mercere. Do 1937 studiowała w Państwowym Instytucie Robót Ręcznych. Od 1937 pracowała jako nauczycielka zajęć praktycznych w Gimnazjum Humanistycznym w Rabce. Podczas niemieckiej okupacji mieszkała w Warszawie (była tam w latach 1940-1942 instruktorką tzw. Warsztatów zarobkowych, a od 1942 do 1944 wykładała w szkole krawieckiej E. Wismont). Po upadku powstania warszawskiego dostała się do obozu w Pruszkowie. We wrześniu 1944 udało jej się zbiec z transportu kolejowego. Do czasu wyparcia Niemców ukrywała się w okolicach Piotrkowa Trybunalskiego. W maju 1945 udała się do Chojnic. Podjęła tam zatrudnienie jako nauczycielka technik reklamowych w lokalnym Gimnazjum Handlowym. Od 1945 należała do ZPAP Okręgu Pomorskiego - Sekcji Malarskiej w Bydgoszczy. Od 1949 mieszkała w Poznaniu, gdzie w latach 1952-1955 kierowała pracownią grafiki w Międzyszkolnym Ośrodku Pozalekcyjnym. Od 1956 do 1971 (emerytura) była zatrudniona w poznańskim Technikum Kolejowym. Wykładała tam rysunek odręczny i techniczny.
Została pochowana na cmentarzu Górczyńskim w Poznaniu, w grobie wraz z mężem.

## Działalność artystyczna
Sztukę linorytu i drzeworytu uprawiała od lat 30. XX wieku. W początku lat 70. XX wieku zawiesiła tę działalność. Mimo to, około 1975 stworzyła cykl linorytów do utworów Marii Konopnickiej. Jej prace (rysunki i grafiki) pozostają w zbiorach muzeum w Żarnowcu oraz rodziny w Poznaniu.
W 1985 otrzymała nagrodę specjalną na Ogólnopolskiej Wystawie Twórczości Plastycznej Nauczycieli w Ostrowie Wielkopolskim.

## Rodzina
W 1945 (na Jasnej Górze) wyszła za mąż za Zygmunta Pazdę (porucznika Wojska Polskiego, artystę, dyrektora Technikum Kolejowego w Poznaniu). Miała z nim trójkę dzieci: Jolantę Marię (Kaczmarek, ur. 1946), Andrzeja (ur. 1948) oraz Jacka (ur. 1954). W Poznaniu rodzina mieszkała na ul. Dmowskiego na Łazarzu.